# Pessime storie
Pessime storie (Historias lamentables) è un film a episodi del 2020 diretto da Javier Fesser; ha ottenuto tre nomination ai Premio Goya e due al Premio Feroz.

## Trama
Il film è composto da quattro episodi interconnessi tra loro.

### Episodio #01: "Rayito"
Ramón è un giovane timido in procinto di ereditare l'impero economico fondato dal padre, Don Horacio, rigoroso ed ermetico, che sorprende i suoi ospiti con la sua reazione inaspettata al regalo che gli hanno fatto.

### Episodio #02: "L'uomo della spiaggia"
Bermejo è un vacanziere metodico, fissato con l'ordine e nemico dell'improvvisazione, che cerca di raggiungere la spiaggia al mattino presto per fotografare l'aurora, ma vari imprevisti lo spingono verso l'interno della Spagna.

### Episodio #03: "Il compleanno di Ayoub"
Ayoub, un immigrato africano senza documenti, insegue il suo sogno accompagnato da una donna insopportabile, Tina.

### Episodio #04: "La scusa"
Alipio è un piccolo imprenditore, sommerso dai debiti, con il vizio del gioco d'azzardo che lo porta alla disperazione, per cui Alipio si rivolge a un'azienda specializzata in scuse.